# Calluneyrodes callunae
Calluneyrodes callunae es un hemíptero de la familia Aleyrodidae, con una subfamilia: Aleyrodinae.
Calluneyrodes callunae fue descrita científicamente por primera vez por Ossiannilsson en 1947.